# Miguel Ángel Cárcano (cineasta)
Miguel Ángel Cárcano (Buenos Aires, 29 de noviembre de 1972) es un director, productor y guionista de cine. 

## Biografía
Afincado en Madrid desde 2001, Miguel Ángel Cárcano Thaut nace en Argentina en 1972. Se forma en la Universidad de Buenos Aires donde se gradúa en Medios Audiovisuales. Realiza diversas actividades en radio, televisión y publicidad, antes de dedicarse al cine. Desde entonces y hasta la actualidad, sus películas han cosechado varios premios internacionales
En 2003, ya en España, presenta su ópera prima, En ninguna parte, protagonizada por Héctor Alterio, José Ángel Egido y Noelia Castaño.
Un año después rueda Interior (noche), su segundo largometraje realizado íntegramente en formato digital, que es seleccionado para participar, entre otros, del Festival Internacional de Cine de San Sebastián.
En 2005 gana el concurso de desarrollo de guion del ICAA por la versión de largometraje de Los hombres que ríen.
En el marco de la edición del año 2006 del Festival Internacional de Cine de La Isla de La Palma, dirige el largometraje documental Entre islas, que inaugura el Festival de Cine Español de Málaga en el 2007 dentro de la sección oficial ZonaZine.
Unos meses después rueda su cuarto largometraje, Malas noticias, protagonizado por Diana Palazón, Antonio Zabálburu, María León, Lorena Berdún, Fede Celada y Sergio Villanueva.
Entre el 2008 y el 2009 rueda dos nuevas producciones, Cuatro estaciones y un día y Negocios, esta última producida en Panamá en el marco del Primer Encuentro Iberoamericano de Nuevos Creadores Audiovisuales.
Desde 2006 y hasta mediados de 2011, se desempeña como realizador de reportajes de investigación para Antena 3 y Telecinco, a la vez que se dedica a la docencia, impartiendo clases de realización.
En 2011 dirige la obra de teatro de su autoría Teoría y práctica sobre los principios mecánicos del sexo y rueda su séptimo largometraje, Cruzados.
En 2012 regresa al teatro con Cuatro estaciones y un día en el teatro Lara, Historias del chiscón en La casa de la portera y En el salón en AZarte, a la vez que imparte dos cursos de Entrenamiento actoral y montaje teatral en dicha sala.
Es coautor y director de Julia, versión de La señorita Julia de Strindberg que se estrenó en julio en el marco del festival internacional de artes escénicas Fringe. 
En 2013 dirige tres cortometrajes: Cicatrices, Romper, para el proyecto colectivo 10 Miradas y Ficción, producido por el ganador del Goya y nominado al Oscar, Esteban Crespo, proyecto ganador del premio Madrid en Corto 2014 en la Semana del Cortometraje de la Comunidad de Madrid.
En 2014 estrena en La Casa de La Portera Entreactos, como coautor y director, que después de cuatro meses en cartel, se reestrena en el Teatro Lara.
En 2015 estrena también en el teatro Lara la comedia Mientras Tanto, que después de cuatro temporadas en cartel, en 2018 estrenó en Buenos Aires, en el teatro Maipo. En el marco de Surge Madrid dirige el texto Peces de la dramaturga María Inés González. 
En 2017 estrena como productor, coautor y director el drama Dos Días y la comedia Comprende.
En 2018 estrena en la sala Lola Membrives del teatro Lara, Extafadas, escrita por Pedro Pablo Picazo.
Unos meses más tarde, en 2019, reestrena en el Teatro Lara dos de sus obras más exitosas, Entreactos y Dos Días, a la vez que prorroga por tercera vez, Extafadas. Estrena su monólogo dramático Reencuentro en el mítico Café Gijón de Madrid.
Entre sus últimos trabajos audiovisuales como realizador se destacan las series documentales A las Puertas del Infierno para Movistar+ y Pasaporte Pampliega para Mediaset.
Como autor, es uno de los responsables del guion de la serie de ficción Derecho a Soñar, emitida en 2019 a través de TVE1.
Como director, en 2019 estrena la serie documental Huesca: Más allá del sueño para Amazon Prime Video.
Durante la cuarentena por el COVID19 crea la webserie Confinados, recuerdos de la cuarentena, disponible en YouTube.
En 2020 es editor de contenidos de la serie documental Fuera del agua (Televisión Canaria).
En 2021 se desempeña como realizador en control del reality Love Island (Antena 3) para  Boomerang.
Unos meses después dirige y realiza la entrega de los Premios Iris de la Academia de Televisión para El Cañonazo.
Ese mismo año estrena en el Teatro Lara la comedia Mañana y Mañana y Mañana, de la cual es coautor y director.
En 2022 dirige la campaña de promoción de la película Camera Café para Mahou.
Por segundo año consecutivo, es realizador en control de la segunda temporada de Love Island (Antena 3).
Actualmente se desempeña como realizador de la serie documental Españoles en conflictos (TVE) para La Cometa Producciones.

## Filmografía
Director y guionista
- 1999 Los hombres que ríen (38 min)
- 2003 En ninguna parte (80 min)
- 2004 Interior (noche) (95 min)
- 2006 Entre islas (80 min)
- 2007 Malas noticias (80 min)
- 2008 Cuatro estaciones y un día (75 min)
- 2009 Negocios (75 min)
- 2010 De puta madre (3 min)
- 2011 Cruzados (80 min)
- 2013 Cicatrices (11 min) / Romper (12 min) / Ficción (12 min)
- 2016 Puñales de Playmobil (3 min) / 360 (3 min)
- 2019 Reencuentro (46 min)
- 2021 Solo(s) (4 min) / Sólo creo en mí (4 min)

## Televisión
- 2019 Huesca, más allá de un sueño (Serie documental de TV)
- 2015 Dos días (80 min)
- 2020 De paso (70 min) / Confinados - Recuerdos de la cuarentena (20 capítulos)

## Montajes teatrales

### Director y dramaturgo
- 2011 Teoría y práctica sobre los principios mecánicos del sexo
- 2012 Cuatro estaciones y un día / En el salón / Cicatrices
- 2013 Modelo de familia / Historias del Chiscón / Inadaptados / Julia
- 2014 Entreactos / Los días / Cosas que hacer y decir (o no) en un bar
- 2015 Mientras tanto
- 2016 Emancípate / Amor por la docencia / Epígrafe 861
- 2017 Dos Días / Comprende
- 2018 Extafadas (de Pedro Pablo Picazo)
- 2019 Reencuentro
- 2021 Mañana y mañana y mañana